# تسیمازاوا
تسیمازاوا (به لاتین: Tsimazava) یک منطقهٔ مسکونی در ماداگاسکار است که در مهابو واقع شده‌است. تسیمازاوا ۳٬۰۰۰ نفر جمعیت دارد و ۲۳۸ متر بالاتر از سطح دریا واقع شده‌است.